# Sebastián Santos Rosales
Sebastián Santos Rosales (León de Los Aldama, Guanajuato, México, 21 de enero de 2003) es un futbolista mexicano que juega como delantero en el Club León de la Primera División de México.

## Estadísticas

### Clubes
Actualizado al último partido disputado el 24 de febrero de 2024.
| Club               | Div.          | Temporada     | Liga  | Liga  | Liga   | Copas nacionales | Copas nacionales | Copas nacionales | Copas internacionales | Copas internacionales | Copas internacionales | Total | Total | Total  |
| Club               | Div.          | Temporada     | Part. | Goles | Asist. | Part.            | Goles            | Asist.           | Part.                 | Goles                 | Asist.                | Part. | Goles | Asist. |
| ------------------ | ------------- | ------------- | ----- | ----- | ------ | ---------------- | ---------------- | ---------------- | --------------------- | --------------------- | --------------------- | ----- | ----- | ------ |
| Club León · México | 1.ª           | 2022-23       | 1     | 0     | 0      | —                | —                | —                | 1                     | 0                     | 0                     | 2     | 0     | 0      |
| Club León · México | 1.ª           | 2023-24       | 10    | 0     | 0      | —                | —                | —                | 1                     | 0                     | 0                     | 11    | 0     | 0      |
| Club León · México | Total club    | Total club    | 11    | 0     | 0      | 0                | 0                | 0                | 2                     | 0                     | 0                     | 13    | 0     | 0      |
| Total carrera      | Total carrera | Total carrera | 11    | 0     | 0      | 0                | 0                | 0                | 2                     | 0                     | 0                     | 13    | 0     | 0      |